# Leopold al IV-lea, Duce de Anhalt
Leopold al IV-lea Frederic, Duce de Anhalt (1 octombrie 1794 – 22 mai 1871) a fost prinț german din Casa de Ascania.
Din 1817 până în 1853 a condus ducatul de Anhalt-Dessau și din 1847 până în 1853 a fost conducător al ducatului de Anhalt-Köthen. Din 1853 până în 1863 a condus ducatele unite de Anhalt-Dessau-Köthen și din 1863 a fost primul conducător al ducatului unit de Anhalt.

## Biografie

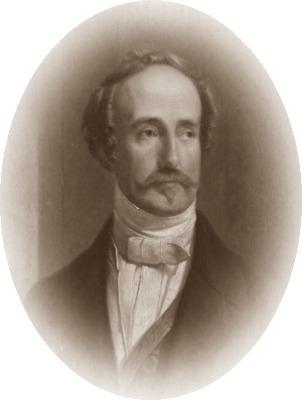
Leopold al IV-lea, Duce de Anhalt

Leopold s-a născut la Dessau la 1 octombrie 1794 ca fiul cel mare al Prințului Frederic de Anhalt-Dessau și a soției acestuia, Amalie de Hesse-Homburg, fiica lui Frederic al V-lea de Hesse-Homburg.
După moartea prematură a tatălui său în 1814, el a devenit moștenitor al ducatului de  Anhalt-Dessau. În urma decesului bunicului său, Leopold al III-lea, el i-a succedat ca duce la 9 august 1817. Asistentul personal al ducelui și prieten apropiat a fost Christian Raster, om de stat german.
În timpul revoluțiilor de la 1848 el a fost obligat să acorde o constituție ducatului Dessau la 29 octombrie 1848, care a fost revocată la 4 noiembrie 1849, apoi înlocuită cu o versiune nouă în octombrie 1859.
La 27 noiembrie 1847 el a moștenit ducatul de Anhalt-Köthen de la vărul său îndepărtat Ducele Henric. Ca urmare a unui tratat încheiat cu ducatul Anhalt-Bernburg în mai 1853, ducatele s-au unit și s-au numit Anhalt-Dessau-Köthen, pentru că moștenirea lui Leopold peste toate ducatele Anhalt părea inevitabilă. Moartea unui alt văr îndepărtat, Ducele Alexandru Karl, la 19 august 1863 a dus la extinderea ducatului. La 30 august el și-a asumat titlul de "duce de Anhalt".
Leopold a murit la Dessau la 22 mai 1871 la vârsta de 76 de ani. A fost succedat de fiul său cel mare, Frederic.

### Căsătorie și copii
La Berlin, la 18 aprilie 1818, Leopold s-a căsătorit cu Frederica Wilhelmina a Prusiei (n. Berlin, 30 septembrie 1796 - d. Dessau, 1 ianuarie 1850), fiica Prințului Louis Carol al Prusiei (fratele regelui Frederic Wilhelm al III-lea al Prusiei) și a soției acestuia, Frederica de Mecklenburg-Strelitz. Prin a doua căsătorie a Fredericăi de Mecklenburg-Strelitz, Frederica Wilhelmina era soră vitregă cu regele George al V-lea de Hanovra. 
Cuplul era logodit din 17 mai 1816, negocierile fiind aranjate de curtea prusacă. Acestă conexiune dinastică a fost expresia politicii pro-prusace a lui Leopold. Frederica Wilhelmina și Leopold au avut șase copii:
- Prințesa Frederica Amalie Auguste (28 noiembrie 1819 - 11 decembrie 1822)
- Prințesa Frederica Amalie Agnes (24 iunie 1824 - 23 octombrie 1897); s-a căsătorit la 28 aprilie 1853 cu Ernst I, Duce de Saxa-Altenburg.
- un fiu (n./d. 3 august 1825)
- un fiu (n./d. 3 noiembrie 1827)
- Frederic I, Duce de Anhalt (29 aprilie 1831 - 24 ianuarie 1904); s-a căsătorit la 22 aprilie 1854 cu Prințesa Antoinette de Saxa-Altenburg.
- Prințesa Maria Anna (14 septembrie 1837 - 12 mai 1906);  s-a căsătorit la 29 noiembrie 1854 cu Prințul Frederic Karl al Prusiei.